# Vincent Rambaud
Vincent Rambaud, né le 6 mai 1959 à Paris, est un cadre dirigeant français.

## Biographie
Jacques Marie Vincent Rambaud est ancien élève de l'École polytechnique, promotion 1979, et de l'École nationale supérieure de techniques avancées (ENSTA), d'où il sort ingénieur de l'armement.
Il travaille d'abord au ministère de la Défense puis au ministère de l'Économie, des Finances et de l'Industrie.
Il quitte la fonction publique pour le cabinet de conseil en stratégie « Mars&Co » (cabinet français fondé par Dominique Mars). 
Dans les années 1990, il dirige le fondeur « Florence et Peillon » (équipementier du secteur automobile).
Il rejoint le groupe PSA Peugeot Citroën où il devient successivement :
- 2002 : directeur général de Panhard et Levassor, constructeur de véhicules militaires appartenant alors à PSA ;
- 2005 : directeur opérationnel de GEFCO, filiale logistique du groupe PSA ;
- 2007 : directeur général de la « Business unit Mercosur » ;
- 2009 : directeur général de PSA Amérique latine ;
- 2010 : directeur général de Peugeot, nommé par le PDG de PSA Philippe Varin, jusqu'à son départ du Groupe PSA en septembre 2012[4].